# Прекомурје
Прекмурје (мађ. Muravidék, прек. Prekmürsko) неслужбена је покрајина у Словенији, на њеном крајњем сјевероистоку, смјештена с лијеве стране ријеке Муре, а граничи с Аустријом на западу, с Мађарском на сјеверу и сјевероистоку, с Хрватском на југоистоку, те са словеначком покрајином Штајерском на југозападу. Средиште је Прекмурја град Мурска Собота.

## Природне одлике
Прекмурје је најсиромашније подручје у Словенији, а већином је то пољопривредни крај. Сјеверни дијелови овога подручја брежуљкасти су (побрђе Горичко), а врхови брегова досежу до висине између 150 и 400 m. Највећа је ријека, уз Муру, Ледава.
Средиште је Прекмурја град Мурска Собота, а остали мањи градови су: Лендава, Добровник, Турнишче, Белтинци и Чреншовци.

## Историја
Подручје Прекмурја увијек је било економски и политички одвојено од остатка словеначких подручја. Словенци су се овамо доселили с источних Алпи након што су Франци побиједили Аваре у доба владавине Карла Великога. У 9. веку ово подручје припада словенској држави познатој као Балатонско кнежевство, а од 10. века било је под директним утицајем Угарске, што је имало битну улогу у развоју етничких и језичних прилика у том крају.
Кроз цијело раздобље хабзбуршке власти везе с остатком словеначких крајева биле су изразито слабе, већ и стога што је Прекмурје припадало Угарској и то њеним жупанијама Ваш (већина Прекмурја) и Зала (подручје Лендаве), док су црквено припадали Сомбатхељској бискупији. Ипак, словеначки су се становници овог подручја увијек досљедно називали Словенцима, док су у другим крајевима превладавали покрајински називи, нарочито у Крањској, Штајерској и Корушкој. Свој су крај крајем 19. вијека називали Словенска крајина.
За разлику од осталих словеначких крајева, овдје је постојало велепосједништво с пространим обрадивим површинама, док су сељаци имали врло мало властите земље, те се развио „аграрни пролетаријат“ који је тражио посао по цијелој Угарској.
Премда су још од 1848. постојала настојања да се Словенци Прекмурја сједине с осталим словеначким покрајинама, то се није могло остварити. Усто, Словенци су овдје били у великом броју протестанти лутерани или калвинисти, а уз Мађаре ту је живио и велики број Јевреја.
По успостављању Аустроугарске монархије 1867, Прекмурје је проживљавало тежак притисак мађаризације. Тако је закон о школству из 1907. предвиђао да немађарска дјеца по завршеном 4. разреду основне школе морају говорити и писати мађарски. Народну свијест на преласку из 19. у 20. век почела је подизати скупина католичких свештеника окупљених око Франца Иваноција. Први је пут словеначка застава у овој покрајини истакнута 1897. године и то управо на младој миси Иваноцијевог сарадника Јожефа Клекла у Тишини. Тада је састављен политички програм који је наглашавао важност вјере у приватном и јавном животу, захтијевао вјерско поучавање на народном језику, као и издавање часописа на словеначком. Овај је крај крајем аустроугарске власти обухватао око 1.000 km, а имао је око 90.000 становника који су свој идентитет сачували све до приључења Краљевини СХС 1919. године.
Право језично и културно јединство с осталим Словенцима остварено је тек након Првог свјетског рата, кад је Прекмурје Тријанонским споразумом припојено Краљевини СХС. Између 1918. и 1922. ово је подручје припадало Мариборској жупанији, од 1922. до 1929. Мариборској регији, а од 1929. до 1941. Дравској бановини. За вријеме Другог свјетског рата Прекмурје је окупирала Мађарска, а од 1945. оно је здружено са словеначким земљама које и данас чине Словенију.

## Становништво
Приликом припојења Краљевини СХС у Прекмурју је живјело 92.295 становника, од којих је њих 74.199 говорило словеначки, 14.065 мађарски, а 2.540 њемачки језик.
Становништво Прекмурја данас је већином словеначко, али је овде присутна и бројна мађарска национална мањина. Мађара има највише у сјеверном и источном дијелу покрајине, те имају право на једно мјесто у словеначком парламенту. Поред тога, у Прекмурју живи и велики број Рома.
У цијелој покрајини влада двојезичност. У општинама Лендава, Добровник, Ходош други званични језик је мађарски, а Мађари чине већински или значајан део општинског становништва. Међутим, број Мађара из деценије у деценију полако, али сигурно опада (као и суседних Порапских Словенаца у Мађарској).
Вероисповест И по вероисповести становништво Прекомурја је другачије него у остатку традицонално "римокатоличке" Словеније, пошто око 25% Прекомураца исповеда протестантизам, тачније лутеранство од времена 17. века. То су махом становници северно положеног и крајње ободно постављеног Горичка (и Словенци и Мађари). Тако су три сеоске општине са лутеранском већином (Горњи Петровци, Пуцонци и Ходош).